# Hexamitóza ptáků
Hexamitóza je protozoární střevní onemocnění ptáků, zejména ale krůťat a holubů. 

## Příčina nemoci (etiologie)
Původcem onemocnění krůt je drobný bičíkovec Hexamita meleagridis (syn. Spironucleus meleagridis). Má tělo vejčitého tvaru, velikosti 5-12 x 2-5 µm, se 4 páry bičíků. Hexamita jsou menší než giardie a nemají adhezivní disk. Výskytují se v luminu a žlázách duodena, vývojová stadia pak v Lieberkühnových kryptách klků. Postupně se mohou rozšířit v celém tenkém střevu, ojediněle se nacházejí i ve slepých střevech a ve Fabriciově burze. Vývoj probíhá podélným dělením a přes mezistadia: 1) intracelulární schizogonie (trofozoity, schizonty), kdy z merozoitů se vyvíjejí dospělí jedinci a 2) tvorba oválných cyst velikosti 5-7 µm v hlubších vrstváchsliznice střeva. Cysty představují infekční stadium a do vnějšího prostředí jsou vylučování trusem hostitele. U holubů a havranů byl prokázán v tlustém střevu také bičíkovec Hexamita columbae (syn. Spironucleus columbae).

## Vznik a průběh nemoci (epizootologie)
Rezervoárem hexamit jsou divoce žijící ptáci; zdrojem infekce jsou nejčastěji latentně infikované krůty (holubi) a infekčním trusem kontaminovaná krmítka a napáječky. Predispozičními faktory jsou zejména latentní infekce viry, fakultativně patogenními kmeny E. coli a stresy.
K onemocnění jsou vnímavější mladí ptáci, u starších probíhá infekce subklinicky.

## Příznaky nemoci (symptomatologie)
Inkubační doba je 4-7 dnů.
U krůťat se pozoruje náhle zvýšená mortalita (15-30 %), která při akutním průběhu vrcholí mezi 7.-10. dnem onemocnění, při protrahovaném průběhu přetrvává asi 3 týdny. Nejvíce ohrožena jsou krůťata do 10. týdne věku.
Krůťata (holoubata) jsou zpočátku neobvykle aktivní a vzrušivá. Postupně však ztrácejí zájem o krmivo, více pijí. Objevuje se vodnatý, pěnivý a odporně zapáchající průjem, někdy i s příměsí krve. Ptáci jsou skleslí, somnolentní, peří mají neupravené a špinavé, křídla svěšená, shlukují se do skupin a pospávají. V konečném stadiu se objevují křeče a k úhynu dochází v kómatu. Starší ptáci jsou k onemocnění odolnější,  podobně jako rekonvalescenti však mohou být latentními nosiči hexamit.
Holoubata se většinou nakazí od rodičů; jsou slabá, vyhublá, hodně pijí a mají průjem. Dospělí holubi mohou onemocněnt po oslabení stresy různého původu.

## Diagnostika
Diagnóza je založena na klinických příznacích, pitevním nálezu a mikroskopickém průkazu původce v obsahu střevním (duodenu) čerstvě zabitých nebo uhynulých ptáků. V nativním preparátu se hexamita volně pohybují v přímce, na rozdíl od kolébavého pohybu větších giardií. Pro lepší identifikaci bičíkovců se preparáty obarvují železitým hematoxylinem nebo roztokem podle Giemsy. 
Diferenciálně diagnosticky je nutné v postiženém hejnu krůt odlišit histomonózu, hemoragickou enteritidu krůt a kokcidiózu.

## Terapie a prevence
Léčebně se používají nitroimidazolové preparáty (metronidazol). Preventivně se zabraňuje přístupu volně žijících ptáků do hal a vyřazují se latentní nosiči hexamit. Nezbytný je oddělený odchov a chov krůt. Odchov na roštech snižuje infekční zátěž.